# Pfarrkirche Nestelbach bei Graz

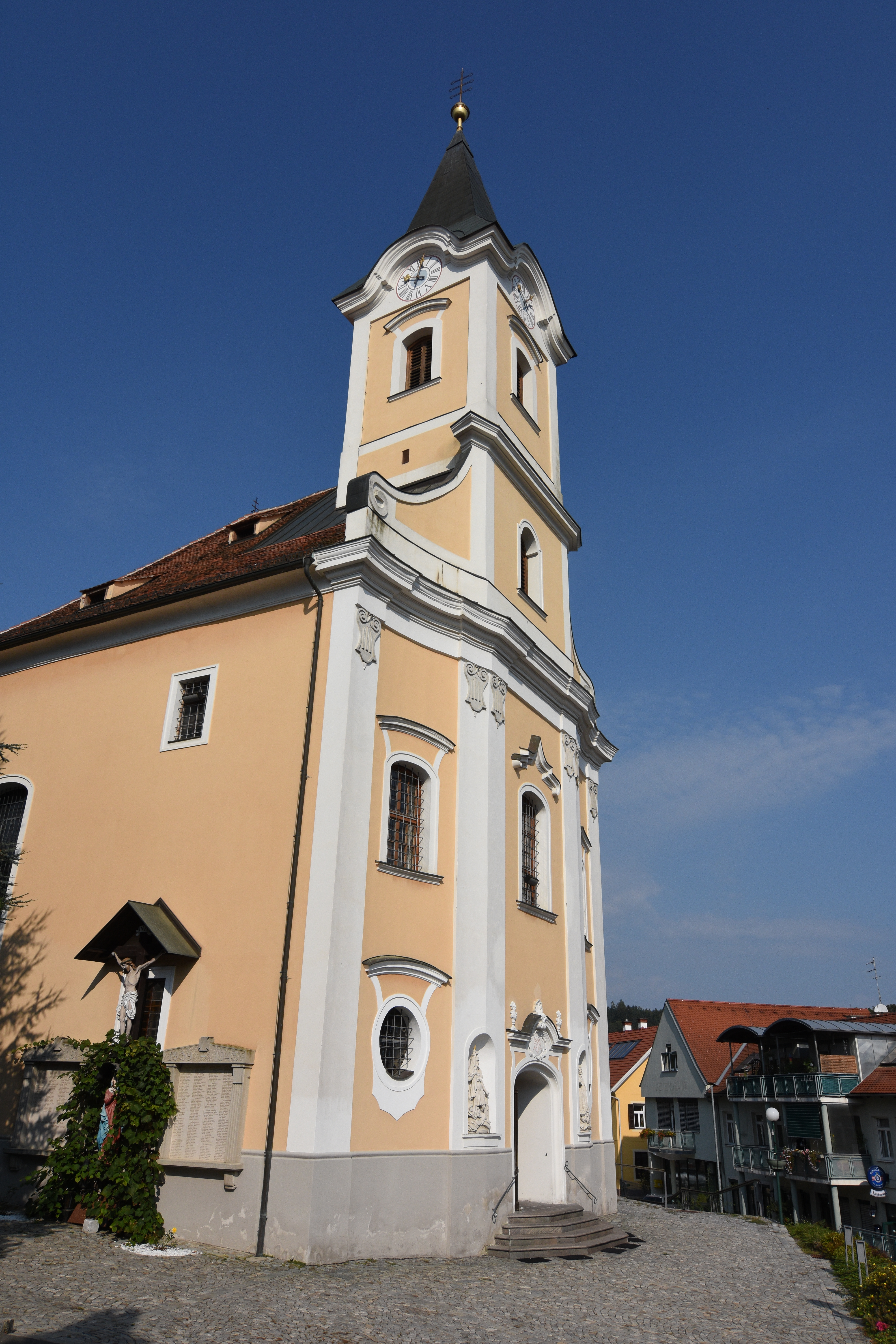
Kath. Pfarrkirche hl. Jakobus in Nestelbach

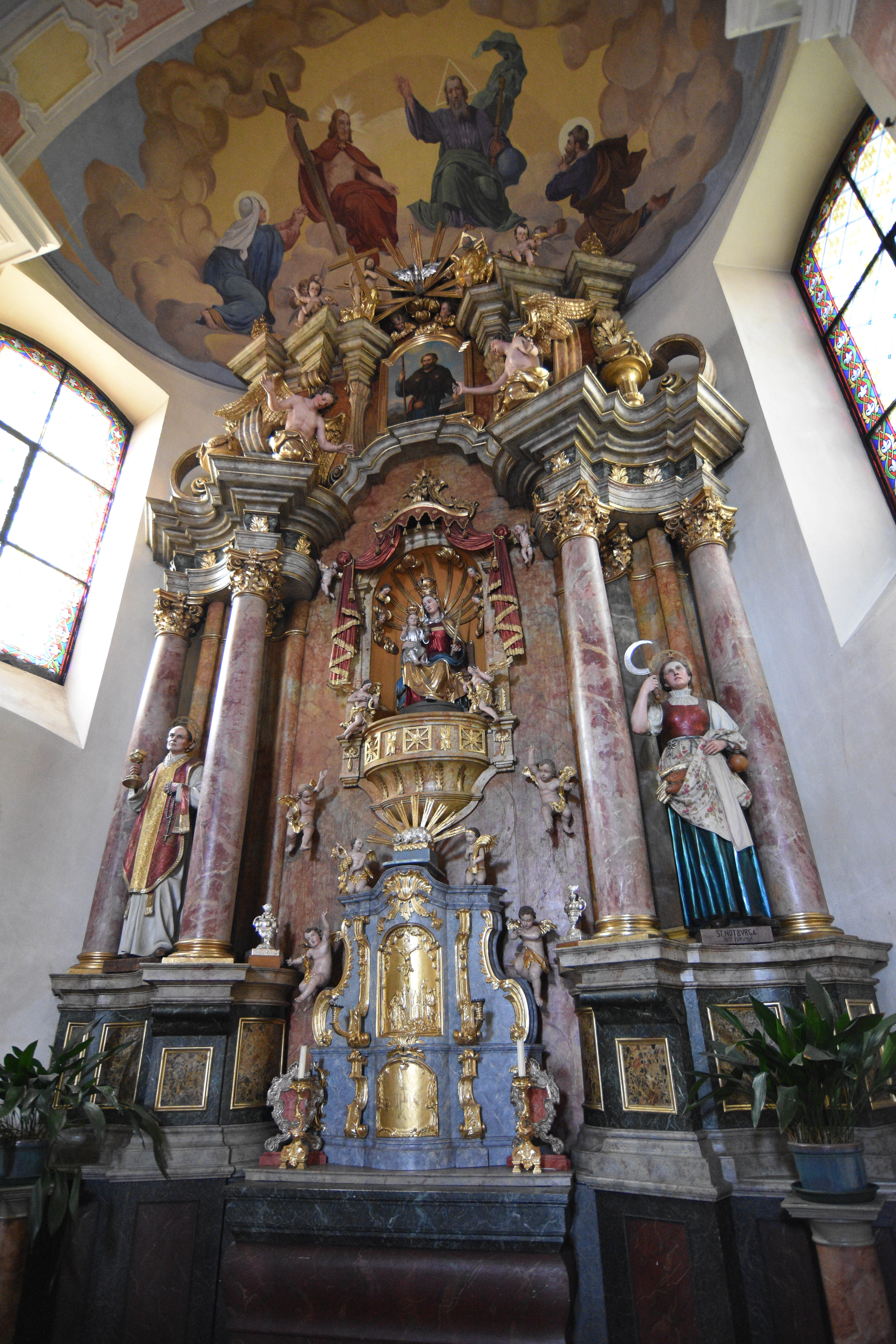
Blick auf den Hochaltar

Kirche Maria Schutz in Nestelbach. Darstellung aus dem Jahr 1850

Die römisch-katholische Pfarrkirche Nestelbach bei Graz steht in der Gemeinde Nestelbach bei Graz im Bezirk Graz-Umgebung der Steiermark. Die dem Patrozinium Heiliger Jakobus der Ältere unterstellte Pfarrkirche gehört zur Region Steiermark Mitte (Dekanat Graz-Land) der Diözese Graz-Seckau. Die Kirche steht unter Denkmalschutz (Listeneintrag).

## Geschichte
Die erste urkundliche Erwähnung einer Kirche in Nestelbach, an der Stelle des karolingischen Weilers, genannt 860, stammt aus dem Jahr 1446. Von 1779 bis 1783 wurde an dem Standort eines Vorgängerbaus die heutige Kirche nach dem Vorbild der Pfarrkirche Laxenburg errichtet. Umfassende Restaurierungen fanden 1979 und 1993 statt.

## Lage
Die Kirche liegt in einem Osthang, dem vorgelagerten Kirchweiler, im Zentrum Nestelbachs. Die Hauptfassade mit Turm und Haupteingang befindet sich (unten) im Osten, der Chor mit dem Hochaltar (oben) im Westen.

## Beschreibung

### Architektur
An der östlichen Front der Kirche steht ein Giebelturm. Weiters hat diese Seite einwärts schwingende und durch Riesenpilaster untergliederte Seitenteile. Beidseitig des dekorativ gerahmten Eingangsportals ist in die Außenmauer jeweils eine kleine Nische eingelassen und mit spätbarocken Statuen des heiligen Florian und des heiligen Johannes Nepomuk bestückt.
Der eingezogene, einjochige Chor hat einen Halbkreisschluss. Zwischen dem Chor und dem schmäleren Eingangsjoch ist ein ausladendes, von außen aber nicht erkennbares, quadratisches Mitteljoch vorhanden. Dieses überspannt ein auf Pfeilern sitzendes Platzlgewölbe mit Scheidbogen. Über dem Eingangsjoch sind zwei übereinanderliegende und in den Raum vorschwingende Emporen eingefügt.
An der Außenseits des Chores befindet sich ein Marienmonogramm von Adolf Osterider.

### Ausstattung
Die Kanzel wurde 1764 von Veit Königer für die Grazer Klarissinenkirche angefertigt. Am Korb ist eine Inschrift angebracht, die Erzherzogin Maria von Österreich als Stifterin des Kunstwerks ausweist. Der Hochaltar stammt aus dem ersten Drittel des 18. Jahrhunderts. Sein Figurenschmuck sowie das Tabernakel wurden 1913 erneuert. Links befindet sich eine überlebensgroße Figur des hl. Klemens Maria Hofbauer und rechts eine der hl. Notburga von Rattenberg, beide stammen von Peter Neuböck.
Die beiden Seitenaltäre stammen ursprünglich aus der Pfarrkirche St. Peter in Graz. Der rechte Altar wurde 1648 errichtet und wird Sebastian Erlacher zugeschrieben. Die neugotischen Figuren auf ihm stammen aus dem späten 19. Jahrhundert.
Der Chor und das Schiffsjoch sind mit Gewölbemalereien geschmückt, die 1934 von Franz Mikschowsky nach Entwürfen von Ludwig von Kurz zum Thurn und Goldenstein gemalt wurden. Sie zeigen den Gottvater, Christus mit Fürbittern, die vier Evangelisten sowie die Kirchenväter. Weiters stellte an der Außenseits des Chores ein überlebensgroßes Fresko den heiligen Christophorus dar. Das Fresko ist seit einigen Jahren nicht mehr vorhanden. An seiner Stelle ist gegenwärtig ein Bild Adolf Osteriders an der Chor-Außenfassade angebracht, welches das Marienmonogramm zeigt.
In der Kirche stehen auch Statuen der heiligen Barbara und der Mater Dolorosa aus der Zeit um 1720 bis 1730, die dem Künstler Johann Jacob Schoy zugeschrieben werden. An der südlichen Mauer hängt ein überlebensgroßes, spätgotisch gestaltetes Kruzifix aus der Zeit um 1520, das früher an der Kirchenaußenwand angebracht war. In der Kirche wird ein bei den Renovierungsarbeiten 1993 durch Zufall vom ehemaligen Pfarrer Friedrich Tieber entdeckter romanischer Taufstein verwendet, der vermutlich aus der Vorgängerkirche stammt.
In der Vorhalle steht eine umkleidete Marienstatue aus dem 18. Jahrhundert, die 1700 aus Graz-St. Leonhard nach Nestelbach gebracht wurde. Dieser Figur wurden zwischen 1745 und 1782 insgesamt 244 Mirakel zugeschrieben, die in einem Mirakelbuch verzeichnet sind. Das Kirchengestühl stammt aus der Bauzeit der Kirche und die Glasfenster wurden teilweise 1904 und 1911 eingesetzt. Die alte Orgel wurde 1909 von Konrad Hopferwieser senior errichtet und inzwischen durch eine neue, digitale Orgel ersetzt.